# Epidendrum hutchisonii
Epidendrum hutchisonii är en orkidéart som beskrevs av Eric Hágsater. Epidendrum hutchisonii ingår i släktet Epidendrum och familjen orkidéer.
Artens utbredningsområde är Peru. Inga underarter finns listade i Catalogue of Life.